# Martignano (Trento)
Martignano è una frazione di medie dimensioni del comune di Trento, da cui dista circa 3 chilometri, situata sulla collina est, alle pendici del monte Calisio.
Assieme a Bergamini, Cognola, Maderno, Moià, Montevaccino, San Donà di Cognola, San Vito di Cognola, Tavernaro Villamontagna e Zell forma la circoscrizione amministrativa numero 6 di Argentario di Trento.
La frazione ha vissuto negli ultimi vent'anni un forte incremento demografico, a motivo della sua vicinanza con la città, oltre alle norme urbanistiche (Piano Regolatore Generale del Comune di Trento) che ne hanno consentito il corposo sviluppo edilizio.

## Edifici

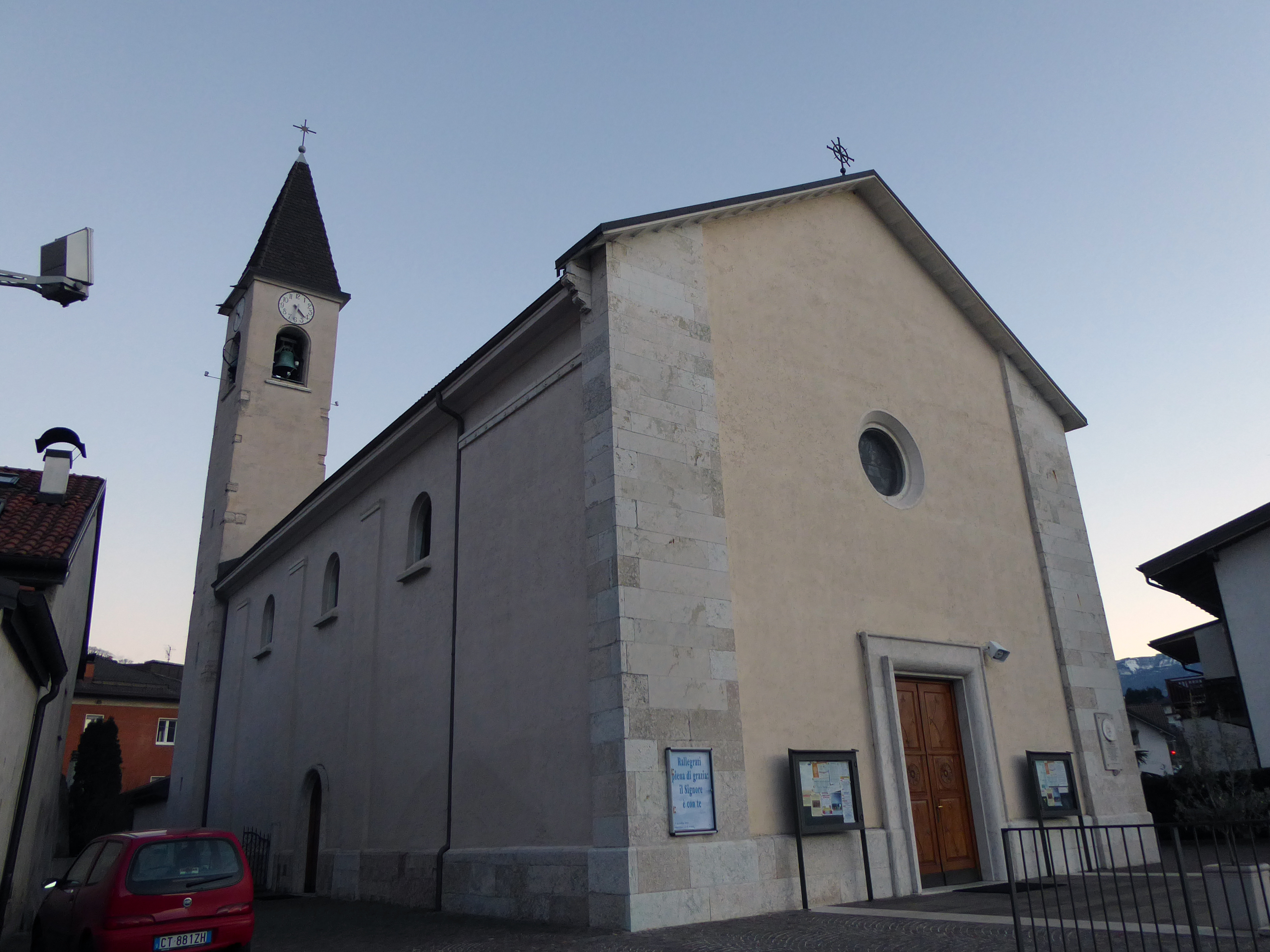
La chiesa dell'Ausiliatrice

Vecchia cartolina di Martignano

A Martignano si trovano tre chiese. La prima è la chiesa di Sant'Isidoro dove già nel XVII secolo si celebrava la messa festiva. La seconda, dedicata a Maria Ausiliatrice, risale agli anni '50, edificata per opera del parroco don Leone Serafini (1903-1955, parroco dal 1938 al 1954), la cui opera per lo sviluppo civile del paese è ricordata con una lapide all'ingresso della chiesa e al quale è dedicata la via principale del paese; infatti, oltre alla chiesa, eresse ancor prima l'asilo infantile (oggi Scuola dell'infanzia "don Leone Serafini") e curò lo sviluppo di varie associazioni. La terza, la più antica, si trova presso il cimitero ed è in stato di abbandono.

## Amministrazione

### Gemellaggi
Martignano è gemellata con Schwaz, cittadina austriaca nei dintorni di Innsbruck. Si mantiene attiva un'assidua frequentazione reciproca finalizzata a un continuo scambio culturale.

## Sport
A Martignano è attiva dal 1996 l'Associazione Sportiva Martignano, militante nel campionato amatori regionale della F.I.G.C.; l'associazione è gemellata con l'S.V. Schmirn, squadra del paese di Schmirn in Austria ed è presente ogni anno col proprio "spiaz" alla Sagra di Primavera del paese, che di norma si svolge il terzo fine settimana di maggio.
Inoltre esiste da diversi decenni la società sportiva dilettantistica Calisio Calcio. Con a presidente Andrea Basso, la società è costituita dal settore giovanile di ragazzi che vanno dai 5 ai 19 anni e dalla prima squadra che dalla  stagione 2022-23 milita in promozione. Il centro sportivo si trova presso il parco di Martignano.